# Discofox
Discofox ist ein Gesellschaftstanz, der paarweise getanzt wird.

## Entstehung
Der Discofox ging aus dem Foxtrott hervor, als ab etwa 1967 im Fernsehen beim Beatclub Paare nach Discomusik einen geänderten Foxtrott getanzt haben. Mitte der 70er begann die erste große Verbreitung, als viele frei improvisierende Discotänzer zur Tanzhaltung zurückkehrten und den klassischen Foxtrott um Elemente anderer Tänze wie Two-Step, Boogie Woogie, Swing, Mambo, Salsa und Cha-Cha-Cha bereicherten. Dabei entstand in den USA der Hustle und in Europa der Discofox, der 1979 in das Welttanzprogramm aufgenommen wurde.
Erste Turniere wurden Ende der 1980er Jahre in der Schweiz ausgetragen. 1992 fand die erste Discofox-Weltmeisterschaft in Basel statt, organisiert wurde sie von der International Dance Organization. Erst acht Jahre später folgte die zweite Weltmeisterschaft in Miami, seitdem werden Europa- und Weltmeisterschaften jährlich durchgeführt. Während die raumgreifenden klassischen Tänze einen größeren Saal benötigen, ist der Discofox auf Grund seiner Entstehungsgeschichte nahezu auf der Stelle und damit auch auf dem zumeist begrenzten Flächenangebot einer Diskothek tanzbar. Die IDO führt den Discofox auch als Disco Hustle, Swing Fox oder Disco Swing oder Rock Fox.

## Technik
Der Discofox ist eine Fusion vieler verschiedener Elemente aus anderen Tänzen, weshalb er keine eigenen technischen Elemente entwickelt hat, sondern aus denen anderer Tänze besteht. So kombiniert er die aus dem Foxtrott abgeleiteten Schrittmuster mit der klassischen Tanzhaltung, der Improvisationsfreiheit des Swing, den Drehtechniken der lateinamerikanischen Tänze, den Wickelfiguren der Salsa und den akrobatischen Figuren des Rock ’n’ Roll und Boogie Woogie.

## Rhythmus und Musik
Der Discofox basiert auf dem Viervierteltakt, wobei jedoch der Takt nicht als ganzes, sondern die Beats (engl. „Taktschläge“) einzeln gezählt werden. Im Discofox und dem eng verwandten amerikanischen Three Count Hustle umfasst ein Grundschritt drei Schläge, in anderen Stilrichtungen wie z. B. dem American Hustle sechs Schläge. Es gibt im Discofox wie auch im Hustle zwei verschiedene Grundschritte: einen 3er-Schritt, d. h. auf drei Schläge fallen zwei Schritte und ein Tap, wie auch einen 4er-Schritt, d. h. auf drei Schläge fallen vier Schritte:
```
Takt:                  1 . 2 . 3 . 4 . 1 . 2 . 3 . 4 .
------------------------------------------------------
3er-Schritt:          |X   X   t  |X   X   t  |X  ...
4er-Schritt (1 2&3):  |X   X x X  |X   X x X  |X  ...
4er-Schritt (1 2a3):  |X   X  xX  |X   X  xX  |X  ...
4er-Schritt (1 2 3&): |X   X   X x|X   X   X x|X  ...
```

```
Legende: X = Schritt (belastet), x = Stützschritt, t = Tap (unbelastet),
        | ... | = ein Grundschritt.
```

Der American Hustle verbindet beide Grundschritte, begonnen wird meist mit Tap.
Als Musik eignet sich prinzipiell jede Form der Tanzmusik mit regelmäßigem 4/4-Rhythmus und einer Geschwindigkeit von rund 30 TPM bzw. 120 BPM. Insbesondere wird aktuelle Tanzmusik der Discos, d. h. Euro Disco und Eurodance, aber auch Spielarten des Techno, verwendet.

## Stilrichtungen
Der Discofox ist in mehrere Stilrichtungen aufgeteilt:
- Der klassische Stil, in dem Figuren nur im Grundschritt (Vier-Schritt-Technik und/oder „eins-zwei-tap“) getanzt werden
- Diese Stilart wurde seit etwa 1991 häufig mit Mehrfachdrehungen über mehrere Taktschläge oder über &1&2&3… erweitert.
- Mit dem Abdriften des Discofox aus den Discotheken in den Vereins-/Verbandsbereich als Turniertanz wurden weitergehende Akrobatik und halbakrobatische Figuren eingeführt.
- Stilrichtungen im Discofox sind teilweise regions- und tanzlehrerabhängig, Namen wie Rockfox, Carree, Rockswing, Discoswing, Swingfox weisen teilweise auf geringfügige Stylingvariationen hin.

Der Hustle hat sich seit seiner Entstehung in die folgenden Stilrichtungen aufgespalten:
- New York Hustle
- Three Count Hustle
- Latin Hustle
- Rope Hustle
- Street Hustle
- Double Hustle
- Line Hustle (Gruppentanz)

Die Stile unterscheiden sich hauptsächlich in den Zählweisen. Einige Stile zeichnen sich durch besonderen Einsatz von Spaßelementen aus, so z. B. der Rope Hustle, bei dem die Tanzpartner durch ein Seil verbunden sind. Am verbreitetsten sind New York und Three Count Hustle; beide orientieren sich stark am Urstil des Hustle, wie er 1977 durch den Film Saturday Night Fever bekannt wurde.

## Verbreitung
Der Discofox ist einer der populärsten Paartänze in der Schweiz, Österreich, Deutschland und Südtirol, was u. a. an seiner technischen Unkompliziertheit und an seiner Vielseitigkeit liegt. Man kann ihn zu einem breiten Spektrum an Musikstilen und -tempi tanzen. Weniger verbreitet ist er in Australien (Ceroc), Frankreich, Russland (Disco Hustle) und Schweden. Die Schweiz war seit Ende der 1990er Jahre bis etwa 2005 weltweit die erfolgreichste Discofox-Nation. So gingen fast alle Europa- und Weltmeistertitel dieser Jahre in die Schweiz.

## Discofox als Turniertanz
Der Discofox wird in der IDO international als Turniertanz geführt. Die nationalen Discofox-Verbände im deutschsprachigen Raum sind in Österreich der ÖTF (Österreichische Tanz Federation), in Deutschland der TAF (The All Dance Federation).

## Grundschrittausführung

### Körperhaltung
Für den Grundschritt stehen sich beide Tanzpartner nah gegenüber. Die Füße stehen parallel zum Partner, der Körper steht aufrecht. Um die Erklärung einfach zu halten, werden die Tanzpartner „Herr“ und „Dame“ genannt, wobei der Herr führt.

### Handhaltung
Die Handhaltung beim Discofox ähnelt der der Standardtänze; die linke Hand des Herrn hält die rechte Hand der Dame (führende Hände) in bequemer Haltung etwa in Schulterhöhe. Der Herr legt seine rechte Hand flach zwischen Schulterblatt und Hüfte der Dame, während ihre linke Hand auf dem Oberarm des Herrn ruht.

### Schritte
Beim verbreiteten 3er-Schritt bewegen sich beide Tanzpartner wie folgt:
1. Der Herr geht mit seinem linken Fuß einen kleinen Schritt vor, während die Dame gleichzeitig mit ihrem rechten Fuß einen Schritt zurück macht.
2. Der Herr geht mit seinem rechten Fuß einen kleinen Schritt vor, während die Dame gleichzeitig mit ihrem linken Fuß einen Schritt zurück macht.
3. Der Herr tippt mit der Fußspitze seines linken Fußes parallel links neben die Fußspitze seines rechten Fußes, während die Dame gleichzeitig mit der Fußspitze ihres rechten Fußes parallel rechts neben die Fußspitze ihres linken Fußes tippt. Das Knie des sich bewegenden Beins bleibt angewinkelt, da dieser Schritt beim nächsten Bewegungsschritt gleich wieder zurückgenommen wird.
4. Der Herr macht mit seinem linken Fuß einen Schritt zurück, während die Dame gleichzeitig mit ihrem rechten Fuß einen Schritt vor geht.
5. Der Herr macht mit seinem rechten Fuß einen Schritt zurück, während die Dame gleichzeitig mit ihrem linken Fuß einen Schritt vor geht.
6. Der Herr tippt mit der Fußspitze seines linken Fußes parallel links neben die Fußspitze seines rechten Fußes, während die Dame gleichzeitig mit der Fußspitze ihres rechten Fußes parallel rechts neben die Fußspitze ihres linken Fußes tippt. Das Knie des sich bewegenden Beins bleibt angewinkelt, da dieser Schritt beim nächsten Bewegungsschritt gleich wieder zurückgenommen wird.

Der nächste Schritt beginnt ohne Pause wieder bei Schritt 1, sodass eine nahtlose Tanzfolge entsteht.

## Discofox in den Medien
Discofox erfreut sich auch in den deutschsprachigen Medien zunehmender Beliebtheit. So ist beispielsweise der Discofox-Marathon ein wiederkehrendes Highlight in der deutschen RTL-Tanzshow "Let's Dance". In dieser speziellen Runde treten Prominente und Profitänzer in einem marathonartigen Tanzwettbewerb gegeneinander an, wobei sie zu Schlagerhits tanzen. Seit dem 30. Juni 2025 sendet mit Discofox Antenne der erste Radiosender über DAB+ eine deutsche und internationale Musikauswahl, die speziell auf die Tanz-Community zugeschnitten ist. Zudem bietet der Sender eine Plattform für Informationen rund um das Thema Discofox.